# 短鎖脂肪酸
短鎖脂肪酸（たんさしぼうさん、英: SCFA、Short-chain fatty acid）は炭素数6未満の脂肪酸（fatty acid）で、C1ギ酸、C2酢酸、C3プロピオン酸、C4イソ酪酸、C4酪酸（ブタン酸）、C5イソ吉草酸、C5吉草酸（ペンタン酸）、C52-メチル酪酸を指す。炭素数4以上では構造異性体を生じるため、同じ炭素数で複数の脂肪酸が存在する。炭素数6のカプロン酸なども短鎖脂肪酸に含める場合がある。一方、炭素数1のギ酸は含めない場合もある。

## 代謝
短鎖脂肪酸は、塩（salt）の形で炭素代謝（carbon metabolism）の中間物質としてしばしば生成する。例えば、ギ酸（formic acid）は炭素数1の最小のカルボン酸であるが、その塩であるギ酸塩（formate）は、各種生体物質の間で一個の炭素を単体もしくはメチル基の形でやりとりする一炭素代謝（1C metabolism）の一部を構成する。また、炭素数3のプロピオン酸は、例えば炭素固定回路である3-ヒドロキシプロピオン酸/4-ヒドロキシ酪酸サイクルや3-ヒドロキシプロピオン酸二重サイクルによってプロピオニルCoAの形で生成する。これらの回路は一部の細菌や古細菌に見られる。すべての短鎖脂肪酸に共通した生成経路は存在せず、各脂肪酸ごとに複数の代謝経路（同化および異化）により生成する。
最終生成物としての短鎖脂肪酸は、多くの場合細菌の発酵（fermentation）によって生成する。動物の場合、自身では合成できない代わりに、腸内細菌が短鎖脂肪酸の合成を担っている。酢酸を合成する細菌は特に酢酸菌（acetic acid bacteria; 主にアルファプロテオバクテリア綱のアセトバクター科、好気性）と呼ばれる。アルファプロテオバクテリア以外に、一部のベータプロテオバクテリアやガンマプロテオバクテリアも類似の発酵を行うことができる。酢酸菌は酸化的発酵（oxidative fermentation）と呼ばれる反応過程により酢酸を生成する。ギ酸は、アリやオオハリナシミツバチ（stingless bee）など一部の昆虫によっても生合成されることが知られている。
短鎖脂肪酸は、より長鎖の脂肪酸のβ酸化によっても生成する。偶数炭素数の脂肪酸（C16パルミチン酸など）からはアセチルCoAが、奇数炭素数の脂肪酸（C17マルガリン酸など）からはプロピオニルCoAが生成する。これらの化学物質は加水分解酵素により酢酸およびプロピオン酸に変換される。

## 動物における役割

### 反芻動物
摂取した飼料が反芻胃内で微生物の発酵を受ける反芻動物において、発酵の際に生じる短鎖脂肪酸（主に酢酸、プロピオン酸、酪酸）は主なエネルギー源となる。反すう胃内で生成した酪酸の多くは反すう胃粘膜でβ-ヒドロキシ酪酸に換されるため、肝門脈に現れるのはおよそ10分の1となる。このとき生成されるβ–ヒドロキシ酪酸も反すう家畜にとってはエネルギー源となる。また、プロピオン酸の多くは肝臓で糖新生に利用され、反芻動物の糖要求の多くはプロピオン酸からの糖新生によってまかなわれる。

### ヒト
ヒトの大腸内でも腸内細菌が食物繊維（難消化性糖類）を発酵する際に短鎖脂肪酸を産生し、健康維持に欠かせない役割を果たしている。ヒトの場合、酢酸、プロピオン酸、酪酸の3種が代表的な短鎖脂肪酸である。ヒトの体で短鎖脂肪酸が作られる部位は腸内細菌が多い大腸で、作られた短鎖脂肪酸は大腸から体内に吸収される。吸収された短鎖脂肪酸のうち、酪酸は大腸上皮細胞のエネルギー源として利用され、酢酸とプロピオン酸は肝臓や筋肉で代謝利用される。また、短鎖脂肪酸の受容体が全身の様々な部位にあり、短鎖脂肪酸はこれらの部位の生体調節機能を果たしている。中には生活習慣病と密接な関係にあるものも多いことから、癌や肥満、糖尿病、免疫疾患を予防・治療する手段として活発に研究されている。短鎖脂肪酸は体内に吸収される前の腸管でも重要な働きがある。短鎖脂肪酸は酸性の成分なので、短鎖脂肪酸ができると弱酸性の腸内環境になる。弱酸性であると悪玉菌の出す酵素の活性が抑えられるため、発がん性物質である二次胆汁酸や有害な腐敗産物ができにくくなり、腸内環境が健康に保たれる。また、弱酸性になることでカルシウムやマグネシウムなどの重要なミネラルが水溶性に変化するので、より体内に吸収しやすくなり、ミネラル不足を補うことができると言われている。

## ヒトの健康とのつながり

### 有害物質からのバリア機能の強化
酢酸には大腸のバリア機能を高める働きがあると言われている。例えば、酢酸を多く生産するビフィズス菌を摂取していると、病原性大腸菌に感染しても体内にその毒素が入り込むのを防げることが示されている。また、酪酸にも腸管細胞のMUC2遺伝子を活性化することで、粘膜物質であるムチンの分泌を促し、大腸を保護する作用があると言われている。

### 発がん予防
短鎖脂肪酸は腸内を弱酸性にすることで有害な二次胆汁酸をできにくくするため大腸癌の予防につながる。また、酪酸には、大腸細胞の異常な増殖を抑える、アポトーシスを促す、大腸細胞の病変を抑えるなどの作用で大腸癌の発症を抑えるといわれている。プロピオン酸は肝臓癌細胞にある短鎖脂肪酸受容体に作用して、肝臓癌細胞の増殖を抑えるという研究報告がある。

### 肥満の予防
短鎖脂肪酸は脂肪細胞にある短鎖脂肪酸受容体に作用して脂肪細胞へのエネルギーの取り込みを抑え、脂肪細胞の肥大化を防ぐ。また、神経細胞にある短鎖脂肪酸受容体にも作用し、交感神経系を介してエネルギー消費を促すなど、エネルギーバランスを整える働きがある。

### 糖尿病の予防
酪酸には腸管にあるL細胞に作用して、腸管ホルモンであるGLP-1の分泌を促す作用がある。GLP-1は糖尿病を予防・改善する作用があり、インスリンを分泌する膵臓β細胞数の減少を抑えたり、インスリン分泌を促す作用がある。GLP-1受容体との作用性を高めたGLP-1受容体作動薬は糖尿病治療薬のひとつとして使われている。

### 食欲の抑制
酪酸やプロピオン酸は腸管のL細胞からGLP-1のほかPYYのような腸管ホルモンも分泌する。GLP-1やPYYは、脳に作用して食欲を抑える働きがあり、満腹感を持続させて過食を防ぐことが知られている。また、酢酸はそれ自体が脳に直接作用して食欲を抑えるという研究報告もある。

### 免疫機能の調節
腸は全身の免疫細胞のおよそ60%が集中し、腸の免疫バランスの崩れ（特に過剰な免疫反応）が全身に影響すると言われている。酪酸には過剰な免疫反応を抑えるTreg細胞という免疫細胞を増やす効果があり、これには酪酸が大腸上皮細胞のヒストンのアセチル化を促進する働きが関与していることが分かっている。腸の免疫疾患である炎症性腸疾患の患者は日本でも増えており、治療法の見つかっていない難病に指定されている。こうした患者では、腸内細菌中の酪酸産生菌の数が減っているケースが多いとされる。こうした炎症性腸疾患やクロストリジウム・ディフィシル感染症の患者に対しては生体便移植により、酪酸菌を含めた腸内細菌全体を移植する方法により治療できる可能性があることが示されている。

## ヒトにおける短鎖脂肪酸の供給源
短鎖脂肪酸ができるためには腸内細菌による発酵が必要である。食物繊維の中には腸内細菌に発酵されないものもある。実際に発酵に使われる成分としては、レジスタントスターチ（でん粉性の食物繊維）、非でん粉性の食物繊維、オリゴ糖の順で多い。
| 発酵基質                               | 1日あたりの供給量 |
| -------------------------------------- | ----------------- |
| レジスタントスターチ                   | 8 - 40g           |
| 非でん粉質の食物繊維                   | 8 - 18g           |
| オリゴ糖・糖アルコール                 | 4 - 14g           |
| タンパク質（消化酵素など自身の体由来） | 5 - 18g           |
| 難消化性タンパク質（食事由来）         | 4 - 10g           |
| ムチン                                 | 2 - 3g            |

また、食物繊維の種類によっても、腸内細菌が作り出す短鎖脂肪酸の割合が異なり、レジスタントスターチは酪酸を比較的多く作る傾向があり、フラクトオリゴ糖は酢酸を多く作る傾向にある。
| 食物繊維             | 酢酸 | プロピオン酸 | 酪酸 |
| -------------------- | ---- | ------------ | ---- |
| レジスタントスターチ | 41%  | 21%          | 38%  |
| 小麦ふすま           | 61%  | 19%          | 20%  |
| ペクチン             | 71%  | 15%          | 8%   |
| グァーガム           | 58%  | 27%          | 8%   |
| オーツブラン         | 57%  | 21%          | 22%  |
| フラクトオリゴ糖     | 78%  | 14%          | 8%   |